# Linycus algericus
Linycus algericus là một loài tò vò trong họ Ichneumonidae.